# بوب هاريس
بوب هاريس (بالإنجليزية: Bob Harris)‏ (28 أغسطس 1987 بغلاسكو في المملكة المتحدة - ) هو لاعب كرة قدم بريطاني في مركز الظهير. لعب مع شيفيلد يونايتد وكوين أوف ساوث ونادي بلاكبول ونادي روذرهام يونايتد ونادي كلايد وفليتوود تاون.

## وصلات خارجية
- بوب هاريس على موقع قاعدة بيانات كرة القدم.إي يو (الإنجليزية)
- بوب هاريس على موقع Soccerbase.com (لاعب) (الإنجليزية)
- بوب هاريس على موقع Soccerway.com (الإنجليزية)